# Gabinetto del guardaroba di Luigi XVI
La Gabinetto del guardaroba di Luigi XVI è una sala della Reggia di Versailles.

## Storia

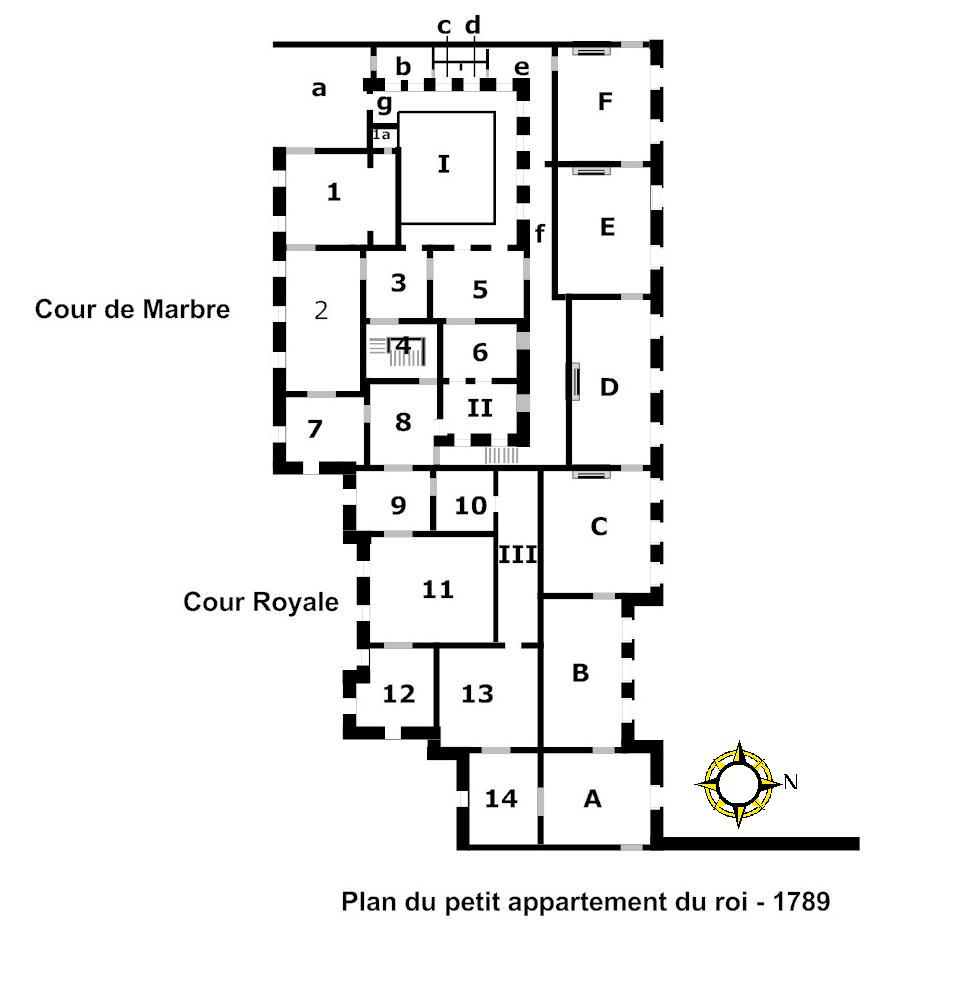
Pianta del petit appartement du roi del 1789 ; il gabinetto del guardaroba di Luigi XVI è indicato al numero 1a.

Il gabinetto del guardaroba di Luigi XVI è situato nell' Petit appartement du Roi, al primo piano della Reggia di Versailles.
La stanza comunica con la camera di Luigi XV. Da quest'ultima stanza si può giungere direttamente al guardaroba attraverso una porta nascosta nella parete. Qui il re cambiava i propri abiti e degli armadi accoglievano i vestiti del sovrano ed i suoi accessori.

## Decorazioni
Il principale elemento decorativo di questa stanza sono le delicate boiseries realizzate da Antoine Rousseau. Datate al  1788 hanno per soggetto le scienze, le arti, la guerra, la marina, l'agricoltura ed il commercio.